# Yandusaurus
Yandusaurus là một chi khủng long, được He X. mô tả khoa học năm 1979.